# Fortran Monitor System
Pour les articles homonymes, voir FMS.
Fortran Monitor System (FMS) est un système d'exploitation reposant sur le traitement par lots.
Pour l'utiliser, il fallait écrire sur papier un programme (ou job) en Fortran ou en assembleur, puis le coder sur des cartes perforées. Un opérateur se chargeait de le donner à la machine, et le résultat sortait sur une imprimante.

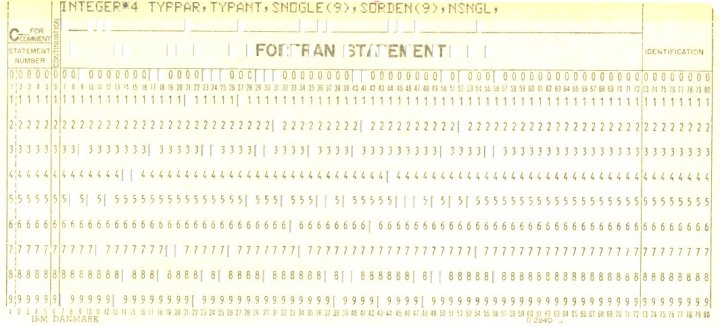
Carte perforée Fortran

Un job consistait en la séquence suivante :
- une carte $JOB indiquant :
  - le temps maximum, en minutes, à accorder au job ;
  - le compte à débiter ;
  - le nom du programmeur ;
- une carte $FORTRAN pour charger le compilateur FORTRAN ;
- le programme FORTRAN ;
- une carte $LOAD pour charger le programme ainsi compilé ;
- une carte $RUN pour exécuter le programme ;
- les données du programme ;
- une carte $END pour mettre fin à l'exécution du programme.

FMS tournait sur les ordinateurs IBM 7094 ; mais le modèle de traitement par lots fut remplacé par la génération suivante de systèmes d'exploitation, à commencer par CTSS (qui était toutefois encore compatible avec FMS) et les systèmes d'exploitation qui le suivirent : Multics, Unix...